# 五斗柜
五斗柜，也叫五屉橱，是一种老式的抽屜櫃，「斗」是指抽屜上可以推拉抽屜的裝置 ，因此只要有五個抽屜就是五斗櫃，但習慣上超過五個抽屜的也會被稱為五斗櫃。